# Ivar Vidfamne

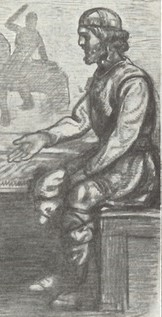

Ivar Vidfamne, Ívarr inn víðfaðmi (in norreno: "Ivar il Gran-Viaggiatore ") (Scania, 655 – Golfo di Finlandia, 695 circa), fu un semi-leggendario re dello Svealand, del Götaland e di altre parti della Scandinavia.
Secondo l'Heimskringla e la Saga di Hervör, Ivar fu anche re di Norvegia, Danimarca, Sassonia e parte dell'Inghilterra.

## Ivar nelle saghe
Ivar cominciò come re di Scania e conquistò la Svezia sconfiggendo Ingjald Illráði; si dice che dopo abbia conquistato tutta la Scandinavia e parte dell'Inghilterra. Per il suo duro governo, molti Svedesi fuggirono ad ovest e popolarono Värmland, retta da re Olof Trätälja. La sua ultima campagna fu in Russia, dove morì sconfitto da Odino travestito (un'altra fonte sostiene che si annegò nel Golfo di Finlandia).
Secondo la Saga degli Ynglingar e il Sögubrot la sua terra natale era la Scania, ma secondo la Saga degli Ynglingar dovette fuggire quando suo zio .Guðröðr di Scania uccise suo padre Halfdan il Valoroso. La Saga degli Ynglingar, l'Historia Norvegiæ, la Saga di Hervör e la saga Af Upplendinga konungum narrano che Ivar conquistò la Svezia dopo il suicidio di Ingjald e che più tardi tornò indietro per prendere la Danimarca.
Secondo lo Hversu Noregr byggðist e la Saga di Njáll, Ivar era figlio di Halfdan il Valoroso (che era detto suo padre anche nella Saga degli Ynglingar e nella Saga di Hervör) figlio di Harald il Vecchio figlio di Valdar figlio di Roar (Hroðgar) del casato di Skjöldung/Scylding. Secondo lo Hversu Noregr byggðist, la Saga di Njáll, lo Hyndluljóð e il Sögubrot, Ivar aveva una figlia, Auðr Mente-Profonda.
Il Sögubrot riporta che quando Ivar era re di Svezia diede sua figlia Auðr in sposa al re Hrœrekr slöngvanbaugi di Zelanda, nonostante ili fatto che lei volesse sposare il fratello di Hrœrekr, Helgi l'Acuto; Hrœrekr e Auðr ebbero un figlio, Harald Hildetand. Ivar fece uccidere da Hrœrekr suo fratello Helgi, dopodiché attaccò e uccise Hrœrekr; tuttavia Auðr giunse con l'esercito zelandese e ricacciò il padre Ivar in Svezia. L'anno seguente, Auðr si recò in Garðaríki con suo figlio Harald e molti uomini potenti e sposò il re del luogo Raðbarðr; questa era l'occasione per Ivar di conquistare la Zelanda.
La Saga di Hervör non menziona alcuna figlia di nome Auðr, ma un'Alfhild; Ivar la diede in sposa a Valdar, che elesse anche viceré di Danimarca.
Quando Ivar seppe che Auðr si era sposata senza il suo permesso, schierò un grande fyrd da Danimarca e Svezia ed andò a Garðaríki. Egli era molto vecchio a quel tempo. Tuttavia, quando furono arrivati ai confini del regno di Raðbarðr, la Carelia, si gettò fuoribordo in mare. Harald poi tornò in Scania per prendere il potere. Nello Hyndluljóð, Ivar, Auðr, Hrœrekr e Harald compaiono tutti; compare anche Raðbarðr, ma non ci sono informazioni sulla relazione tra lui e gli altri.